# Diritto delle assicurazioni
Il diritto delle assicurazioni è il complesso delle norme che disciplinano i vari aspetti del contratto di assicurazione.
Indipendentemente da svariati altri aspetti di dettaglio, conviene soprattutto osservare che questa branca giuridica regola sia l'attività delle imprese assicurative, sia ogni questione attinente alla "genesi" ed alla "vita" delle polizze, che in un certo senso rappresentano l'espressione più manifesta dell'attività industriale di tali società commerciali.